# Понте дела Селва (Бергамо)
Понте дела Селва је насеље у Италији у округу Бергамо, региону Ломбардија.
Према процени из 2011. у насељу је живело 128 становника. Насеље се налази на надморској висини од 514 м.